# Paspalum plenum
Paspalum plenum är en gräsart som beskrevs av Mary Agnes Chase. Paspalum plenum ingår i släktet tvillinghirser, och familjen gräs. Inga underarter finns listade i Catalogue of Life.